# Эллис (писатель)
Эллис, настоящее имя Лев Львович Кобылинский (1 (13) августа 1879, Москва, Российская империя — 17 ноября 1947, Локарно, Швейцария) — русский поэт, переводчик, критик, философ.

## Биография
Родился в Москве 1 (13) августа 1879 года. Внебрачный сын директора частной мужской гимназии Л. И. Поливанова и Варвары Петровны Кобылинской. Племянник Петра Петровича Кобылинского. Учился в 7-й московской гимназии, по окончании которой в 1897 году поступил на юридический факультет Московского университета, который окончил в 1902 году. Готовил диссертацию, но не закончил её, целиком посвятив себя литературе. 
Вместе с Андреем Белым организовал поэтический кружок «Аргонавты». В 1904—1909 годах был активным сотрудником журнала «Весы». В 1910—1917 годах вместе с Андреем Белым и Э. К. Метнером основал издательство «Мусагет». 
В начале 1910-х годов увлёкся антропософией Рудольфа Штейнера, сопровождал его в лекционных турне. Поселился в Берлине, изучил немецкий язык, на котором в дальнейшем печатал свои литературно-философские сочинения.  В 1913—1914 годах жил в Дегерлохе близ Штутгарта вместе с ученицей Штейнера Иоганной ван дер Мойлен (псевд. Intermediarius). Во время Первой мировой войны они жили в Италии и Швейцарии, с 1917 года — в Базеле, с 1919 года — в Локарно.
Быстро разочаровался в антропософии. Вдохновленный произведениями И. ван дер Мойлен, занимался эзотерикой и космологией; в начале 1930-х годов перешёл в католичество, вступил в орден иезуитов, регулярно посещал службу в монастыре «Madonna del Sasso».
Умер 17 ноября 1947 года в Локарно.

## Мировоззрение
Христианское мировоззрение Эллиса не ортодоксально. Эллис отстаивал идею перевоплощения, по его мнению множественность личностей — результат греховности человеческой натуры. Считал символизм высшей формой творчества. Был сторонником аристократического индивидуализма и поклонником Фр. Ницше. Интуицию Эллис считал за сущность символического созерцания, логически различая созерцание чисто интеллектуальное, художественное и мистическое.
Путей к "утраченному небесному Раю", согласно Эллису, три: путь чистоты духовной, нищеты и смирения. В стихах поэта им соответствуют символы: крест монаха, чаша рыцаря и посох пилигрима. «Воспевший достойно эти три пути и эти три символа станет воистину поэтом религиозным, принявший их до конца – святым.» (Эллис, Арго)

## Творчество
Стихи Эллиса «написаны под влиянием Соловьёва, Брюсова, Белого и Бальмонта, свидетельствуют о религиозном миропонимании и поисках, исходят то от детской близости к сверхматериальному миру, то от проникнутой религией жизни средневековья».. Переводил на русский язык Ш. Бодлера, Э. Верхарна, К. Г. Юнга и др. 
…Моя душа, обвив мечту свою,
Не отдаёт её небытию…
                 Эллис
Творчество для поэта не самоцельно, стихи - лишь вехи на пути религиозных исканий, расставленные для вслед идущих. «Само собой очевидно, что самые главные основания и самые заветные субъективные устремления (пафос) автора ее касаются области, лежащей глубже так называемого «чистого искусства», - писал автор в предисловии к сборнику «Stigmata».
Критика
- «Иммортели». В 2-х тт., 1904
- «Русские символисты», 1910
- «Vigilemus», 1914

Поэтические сборники
- «Stigmata», 1911
- «Арго: Две книги стихов и поэма», 1914

Философские сочинения
- Platon und Solowjew. — Mainz, 1926
- Christliche Weisheit. — Basel, 1929 («Христианская мудрость»)
- W.A. Joukowski. — Paderborn, 1933
- Alexander Puschkin, der religiose Genius Russlands. — Ölten, 1948
- «Царство святого Петра»

## Издания
- Эллис. Стихотворения. — Томск: Водолей, 1996.
- Эллис. Русские символисты. — Томск: Водолей, 1996. — 288 с.
- Эллис. Неизданное и несобранное. — Томск: Водолей, 2000. — 460 с.
- Бодлер Ш. «Цветы Зла» и стихотворения в прозе в переводе Эллиса. — Томск: Водолей, 1993. — 400 с.